# Octaviano Navarro
Octaviano Antonio José Navarro (San Fernando del Valle de Catamarca, 1826-1884) fue un militar y político argentino, gobernador federal de la provincia de Catamarca.

## Inicios
Era hijo de Manuel Navarro - un federal moderado que gobernó su provincia entre 1834 y 1835, y nuevamente después de 1846 - y de Javiera Herrera Gómez. Fue bautizado en la iglesia matriz de Catamarca el 5 de mayo de 1826; fueron sus padrinos el Presbítero Juan Andrés Córdova y Antonia Montero.
Se enroló en el ejército provincial, en el que ascendió rápidamente por sus influencias políticas; fue también diputado provincial. En 1850 ya figuraba formando parte de un consejo de guerra constituido para juzgar a los participantes de una conspiración contra el gobierno de Catamarca.
En 1852, su padre delegó en su hijo el gobierno provincial, poco antes de su fallecimiento. Navarro integró la comisión ad hoc para reformar la Constitución de 1853 que inició sus sesiones el 14 de septiembre del mismo año. El 4 de diciembre de 1854, el gobierno de la Confederación le otorgó despachos de teniente coronel con jerarquía en el Ejército Nacional. Navarro comandaba en su provincia el Batallón Cívico. 

## Primer gobierno
El 25 de mayo de 1856 fue elegido gobernador de su provincia y el 26 de septiembre del mismo año fue ascendido a Coronel de Infantería revistiendo en el Estado Mayor de la Plaza, sección Catamarca. Se dedicó a organizar las pobres finanzas de la provincia y a organizar la justicia sancionando la Legislatura, por iniciativa del gobernador Navarro y bajo el nombre de Reglamento de Justicia, el primer código procesal de Catamarca.
Organizó la hacienda pública auspiciando la sanción de leyes de impuesto, patentes y de sellos que no existían. El 7 de diciembre de 1856 decretó la primera nomenclatura de las calles de la Ciudad de Catamarca. Estableció el primer alumbrado público en la ciudad y favoreció el transporte hacia las demás provincias, construyendo caminos y fundando la primera empresa de mensajerías entre Catamarca y Córdoba. Obtuvo que la empresa de Timoteo Gordillo hiciera correr cada quince días una galera, con un recorrido de cinco días y al precio de $ 30 el boleto de pasaje, partiendo el primer coche de Catamarca el 8 de agosto de 1858.
Embelleció la ciudad de Catamarca diseñando el paseo de La Alameda que hoy lleva su nombre. Creó la primera banda de música que daba series de conciertos a beneficio de obras piadosas. Creó un cuerpo de serenos para la vigilancia nocturna de la ciudad. Contrató la inmigración de estudiantes extranjeros idóneos en agricultura, arte e industrias. 
Fomentó la minería, creó la sociedad de beneficencia, y en su época se editó el primer diario, El Ambato, cuyo principal redactor fue Fray Mamerto Esquiú. El financiamiento de este primer diario -con la introducción de la imprenta en Catamarca por obra de Octaviano Navarro- lo realizaron los empresarios Mardoqueo y Samuel Molina.
Hizo construir el Hospital de la Concepción en el lugar donde por largos años funcionó luego el Hospital San Juan Bautista. Creó la plaza de agrimensor público y se sacaron de la ciudad los tres cementerios que existían.
Desde que ocupó el mando, Navarro se dedicó a reunir los fondos necesarios para la construcción de una casa de gobierno, que reemplazara al vetusto edificio colonial del Cabildo. Gracias a la actividad que desplegó, el 25 de mayo de 1859, día en que entregó el mando a su sucesor Samuel Molina, inauguró la actual sede del mando en Catamarca. 
Previamente había sofocado la permanente rebelión del Coronel Balboa en Belén, asegurando así los límites de la Provincia e impidiendo el supuesto deseo de independencia de Belén respecto a la Confederación para erigirse como estado autónomo. Dejó el cargo en mayo de 1859, siendo nombrado comandante de armas de la provincia. El presidente Santiago Derqui lo ascendió a general.
Dos días antes de terminar su mandato, el entonces Coronel Navarro escrituró el contrato para la construcción de la actual Catedral Basílica de Catamarca.

## La Batalla del Manantial y la victoria de Mitre

### Interventor federal de Santiago del Estero
En 1861, el gobernador santiagueño Pedro Ramón Alcorta decidió gobernar sin la presión del caudillo unitario Manuel Taboada, pero este lo derrocó. El presidente Derqui ordenó una intervención federal, que encargó al gobernador tucumano Salustiano Zavalía. Pero el acuerdo al que este llegó con Taboada era tan nocivo, que Alcorta se negó a asumir en esas condiciones.
Al estallar por segunda vez la guerra entre Buenos Aires y la Confederación, el presidente Derqui se trasladó a Córdoba a formar el segundo ejército, ya que el primero estaba listo en Entre Ríos. Derqui ordenó una nueva intervención en Tucumán, que puso en manos de Navarro, a quien nombró para comandar el cuarto cuerpo del ejército compuesto de tropas catamarqueñas y tucumanas. Mientras tanto, los unitarios tucumanos derrocaban a Zavalía, que fue reemplazado por Benjamín Villafañe, unitario neto. El 6 de julio de 1861, Navarro fue designado por el presidente Derqui como interventor federal de Santiago del Estero, para reponer las autoridades depuestas por la revolución liberal y anti presidencialista de los Taboada. Navarro organizó las fuerzas con que debía someter a los santiagueños con elementos catamarqueños y un contingente tucumano.
A principios de agosto, Navarro instaló su cuartel en Albilgasta, departamento de La Paz, con dos mil hombres distribuidos en un regimiento de infantería, tres de caballería y la escolta de Navarro compuesta de trescientos jinetes. Alentado por las noticias favorables sobre la batalla de Pavón, Navarro invadió Tucumán, derrotando al excura José María del Campo en la batalla de Manantial, el 4 de octubre de 1861, sometiendo a la Provincia de Tucumán alzada contra el gobierno nacional y colocando finalmente a un federal al frente del gobierno tucumano: Juan Manuel Terán. El triunfo en la Batalla de Manantial -contra las fuerzas tucumanas que no querían sumarse a sus fuerzas- fue ampliamente favorable a Navarro. Según el testimonio del vencido Villafañe, el General Octaviano Navarro "no ha lanceado ni fusilado, ha sido humano y atento con sus prisioneros" pero "no mostró la misma tolerancia en lo que se refería a lograr fondos y alimentos para sus tropas".
De allí pasó a Santiago del Estero, ocupando la capital de la provincia el 19 de noviembre con 2000 hombres. Al aproximarse las tropas nacionales, los Taboada evacuaron la capital y se dispusieron a ofrecer resistencia en el sur. Navarro nombró a Ramón Salvatierra como gobernador interino hasta la llegada del destituido gobernador Alcorta. Luego las fuerzas nacionales salieron en busca de las tropas santiagueñas.
En ese momento llegó la noticia de lo ocurrido en Pavón, con la retirada de Urquiza y la consecuente victoria de las tropas porteñas de Mitre. Navarro retrocedió rápidamente hacia Tucumán. Unas semanas más tarde, ante el avance del ejército de Taboada (con apoyo de tropas porteñas mandadas por Marcos Paz), fueron perseguidos, atacados y finalmente vencidos por Antonino Taboada en la batalla de Seibal, el 17 de diciembre de 1861. Navarro entregó el mando de su ejército y huyó a Chile.

## Contra la montonera de Varela
Regresó a su provincia hacia 1866, aprovechando el caos político en que estaba envuelta desde la caída de los federales. Después de librada la batalla de Pozo de Vargas, en abril de 1867, y por consejo de Antonino Taboada, Navarro fue puesto por el Poder Ejecutivo Nacional al mando del ejército provincial para enfrentar la campaña del último caudillo federal del interior, Felipe Varela, en las Provincias de Catamarca, Salta y Jujuy. Mitre, obsesionado con desconocer todo lo actuado por Derqui, le había negado a Navarro su grado de general, que este le había dado; pero lo confirmó en el cargo militar.
Navarro salió a campaña con una división poderosa y persiguió de lejos a Varela. Lo dejó dominar los Valles Calchaquíes y lo persiguió desde allí hasta la ciudad de Salta, en la que entró dos horas después de la retirada de Varela. Luego lo siguió persiguiendo hasta Jujuy y la Quebrada de Humahuaca, hasta que el caudillo pasó a Bolivia. En la práctica no quiso enfrentar a su antiguo aliado.
En este caso, a diferencia de lo ocurrido con Peñaloza en La Rioja, predominaron las íntimas convicciones federales y personales del General Navarro, que se resolvieron expulsando a Felipe Varela del territorio nacional pero sin matarlo. Ambos eran compadres, y cabe recordar que el padre de Felipe Varela murió en la batalla del Río del Valle, cuidándoles las espaldas al gobernador José Luis Cano, suegro del General Navarro. 
El 19 de enero de 1869, el Inspector de armas de la 3a. Circunscripción Militar nombró inspector de esta al Coronel Navarro. Ese mismo año fue designado interventor federal en La Rioja, donde devolvió la tranquilidad a la provincia tras el último ataque de los ex seguidores de Varela. También devolvió el gobierno a los liberales.
Por esas dos campañas, Mitre lo ascendió al grado de general – por sus servicios fue ascendido al mismo grado dos veces, por los Presidentes Derqui y Mitre-. En el texto de designación, el presidente Mitre decía: 

"Es bien notoria la distinguida parte que le cupo a este jefe militar en la sofocación de la rebelión de las provincias del norte, siendo el quien la expulsó últimamente del territorio de la República, después de salvar la ciudad de Salta, desempeñando en esta ocasión las funciones de un general del cuerpo del ejército, venciendo dificultades, desplegando una constancia recomendable y haciéndose acreedor a la gratitud pública y a la consideración del gobierno".

## Segundo gobierno y últimas actuaciones políticas
En mayo de 1873 asumió por segunda vez el gobierno de la provincia de Catamarca. Esta vez su salud era muy mala y se vio obligado a pedir varias licencias. Por esa razón su mandato duró sólo 37 meses, los 14 restantes gobernaron sus reemplazantes que fueron José Luis Cano, el presbítero Jacome Cardozo, Fidel Castro, Vicente Bascoy y Mardoque Molina.
A pesar de ello, Navarro introdujo la primera línea telegráfica en Catamarca, fundó una escuela secundaria para mujeres en 1874, mediante el establecimiento de la Congregación de Nuestra Señora del Huerto (a instancias del vicario Segura), construyó el edificio de la legislatura y el de los tribunales. Para realizar esta última obra -donde actualmente siguen funcionando los tribunales de Catamarca- adquirió a la sucesión de Francisco Ramón Galíndez la casa sita en las calles República y Maipú.
Puede observarse en Catamarca que tanto la actual Casa de Gobierno (al lado de la Catedral Basílica) sobre la calle Sarmiento -construida en el primer gobierno del General Navarro-, el edificio de Tribunales, el propio domicilio particular del General Navarro sobre la calle San Martín frente a la plaza 25 de Mayo (al lado de la casa de la familia Ocampo) como el casco de la estancia "el Suncho" en Aconquija -propiedad del General Navarro- tienen el mismo estilo arquitectónico.
Realizó la apertura de calles en las localidades de San Isidro y Valle Viejo, aledañas a la capital en el valle central de Catamarca. Construyó el edificio escolar en la calle San Martín 429 donde funciona actualmente el Consejo de Educación y la Biblioteca Provincial Julio Herrera. Por sus disputas con los hermanos Molina fundó la casa de crédito llamada Banco San Juan, aunque esta finalmente fracasó. 
El 23 de julio de 1874 creó el departamento La Paz. Fundó una escuela de mujeres en La Chacarita, y establece el telégrafo por ley del 23 de septiembre de 1872. 
Colaboró con el general Julio Argentino Roca en la represión de la revolución de 1874, dirigida en Cuyo y Córdoba por José Miguel Arredondo. El 8 de mayo de 1875 inauguró la primera estación de ferrocarril en el extremo sudeste de su provincia, en Recreo (Catamarca)|Recreo]]; por primera vez una locomotora recorrió la provincia.
En 1875 formó parte del Consejo de Guerra presidido por el General Juan Madariaga, que juzgó al General Arredondo. El 15 de abril de 1875 fue nombrado Comandante de la 6a. Sección de Enganche en Catamarca y el 10 de diciembre de 1880, Subinspector y Comandante de la 3a Circunscripción Militar (Catamarca y La Rioja).

## Últimos años
Delegó el mando por última vez en diciembre de 1875, pero nunca volvió a asumirlo. El 23 de abril de 1876 fue elegido para reemplazar al general Navarro Mardoqueo Molina, que recibió el cargo el 25 de mayo del mismo año.
Durante los años siguientes siguió ejerciendo cargos militares, encargado de reclutar las fuerzas militares de línea en su provincia. El Presidente General Julio Argentino Roca lo ascendió a Teniente General en 1882, siendo el primer militar argentino que gozó en su nombramiento del acuerdo del Senado de la Nación. Siguió siendo uno de los jefes más notables del Partido Autonomista Nacional en Catamarca, y en 1884 fue elegido senador nacional durante el gobierno de su yerno Joaquín Acuña Molina.
El General Navarro no llegó a asumir, porque murió unos pocos días más tarde en su estancia El Suncho, en Aconquija. Un tiempo antes había muerto el otro líder federal de Catamarca, Mardoqueo Molina. Estos fallecimientos desencadenaron una nueva crisis interna en el seno del Partido Autonmonista catamarqueño, complicado ya por la fuga de dirigentes al partido católico. 
Sus últimas actuaciones habían sido la de intermediar entre el presidente Roca y el gobernador Joaquín Acuña, en la convulsión política desatada en Catamarca por la formación de un partido católico opuesto a los gobiernos nacional y provincial, partido liderado por el prestigioso Francisco Caracciolo Figueroa (Herrera Acuña). La desconfianza entre el presidente Roca y el gobernador Acuña se generó por la renuencia de este último a apoyar la candidatura presidencial de Miguel Juárez Celman, favoreciendo la de Bernardo de Irigoyen. Esta desconfianza entre el presidente y el gobernador era hábilmente explotada por el católico Figueroa en sus cartas a Roca. 
Con la muerte del General Octaviano Navarro y de Mardoqueo Molina se cerró una etapa del federalismo catamarqueño que convivió con Rosas, Urquiza, la organización constitucional, las tres presidencias fundadoras de Mitre, Sarmiento y Avellaneda y la consolidación de la Generación del 80, bajo la presidencia de Roca.

## Cónyuge y descendencia
El caudillo y gobuernador catamarqueño, Octaviano Navarro Herrera, contrajo nupcias con Waldina Cano Augier Correa Soria y Medrano el 1 de febrero de 1856. 

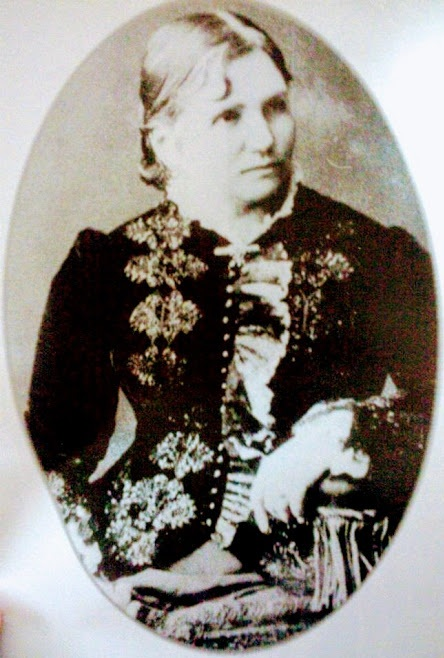
Doña Waldina Cano Augier de Navarro, poderosa terrateniente, hija del gobernador José Luis Cano Valdés, y de Doña Bernardina Augier y Correa. Dama fundadora de la sociedad de Beneficencia de Catamarca 1856.

Su esposa, que pasó a la historia de Catamarca como Doña Waldina Cano de Navarro, era una poderosa terrateniente, segunda hija del gobernador José Luis Cano Valdés y de Bernardina Augier Correa Soria y Medrano, nieta de Francisco Rafael de Augier. La asociación "Damas Patricias de Catamarca" lleva el nombre Waldina Cano de Navarro, en honor de esta dama que fue nieta, hija, nuera, esposa, abuela y bisabuela de gobernadores catamarqueños. 
El matrimonio del General Navarro y Waldina Cano dio once hijos: Alberto, Arturo José, Eduardo, Ana Baldomera, Javiera (en homenaje a la madre del General), María Waldina, Delia, María Ernestina, Octavio, Octaviano Augusto y María Luisa. 
La mayor de sus hijos, Ana Baldomera Navarro, casó el 29 de junio de 1877 con Joaquín Acuña Molina -que fue gobernador de Catamarca- en un casamiento de gran importancia política. 
El Dr. Alberto Navarro casó con Agustina Zavalía.
Eduardo Navarro falleció soltero.
Javiera Navarro casó con el Dr. Pedro Ignacio Acuña Molina, hermano de Joaquín Acuña y nieto de Don Francisco de Acuña. 
Waldina Navarro casó con el Ingeniero Tomás Chueca -que fuera Ministro de Gobierno del General Navarro y su principal hombre de confianza en la administración pública y de su patrimonio-. Con posterioridad al fallecimiento del general Navarro, Tomás Chueca se instaló en la Ciudad de Tucumán en donde prosigue su descendencia.
Delia Navarro casó con Luis Lobo de Merelle. 
Ernestina Navarro casó con el Adolfo Walther Molina
Arturo José Navarro casó con Elsa Walther Molina
Octavio Navarro casó, en primeras nupcias con Juana Peñalva y, luego de enviudar, en segundas nupcias con Ercilia Peñalva, hermana de la primera.
Octaviano Navarro hijo casó con su prima Emilia Córdova Navarro 
María Luisa Navarro casó con su primo el Ingeniero Jorge Córdova Navarro. 
El gran establecimiento rural que creó y donde vivió y murió el General Octaviano Navarro, El Suncho de Aconquija, entró en sucesión con el deceso de su esposa Doña Waldina Cano de Navarro en el año 1919. El sucesorio se diligenció rápidamente y las parcelas a adjudicarse estaban listas para ser sorteadas en 1923. De tal manera, la Estancia el Suncho de Aconquija quedó fraccionada en once lotes o estancias y sus superficies oscilaban aproximadamente entre cuatro y ocho mil hectáreas cada una, cuyos herederos eran en igual número hijos del General Navarro. Se realizó un sorteo para adjudicar las partes y de norte a sur podemos recordar las que corresponden al Lote número uno, “Laguna del Tesoro”, a la Señora María Ernestina Navarro Cano de Walter; el dos, “Esquina Grande,” a la Señora Ana Navarro Cano de Acuña; el tres, “Yunka Suma,” a la Señora María Waldina Cano de Chueca; el cuatro, “Las Chacras,” hoy “La Elsita,” al Señor Arturo José Navarro Cano; el cinco, “El Totoral,” al Doctor Octavio Navarro Cano; el seis, “Las Pampas,” a la Señora María Luisa Navarro Cano de Córdova Navarro; el siete, “Las Rosas,” al Señor Octaviano Augusto Navarro Cano y el ocho, que comprendía el casco e instalaciones de la Estancia "El Suncho de Aconquija", a la Señora María Delia Navarro Cano de Lobo; el nueve a la Sra. Javiera Navarro Cano de Acuña. 
A estas estancias son a las que los tucumanos, que comienzan a llegar al valle a principios de la década de 1930, algunos para radicarse, otros por negocios y turismo, denominan Las Estancias.

## Anécdotas
Cuenta una singular anécdota del General Navarro que encontrándose en Santa Fe, con motivo de la reforma constitucional de 1860, caminaba con algunos amigos por una estrecha vereda de la ciudad. Domingo Faustino Sarmiento, que caminaba en sentido contrario con colaboradores suyos, se encontró con Navarro de frente. En esos momentos, las relaciones entre Navarro y Sarmiento eran muy malas. Ante tal circunstancia, Sarmiento se plantó en medio de la vereda e increpó a Navarro diciéndole, "yo no doy paso a las bestias", a lo que Navarro, bajándose a la calle, contestó: "yo sí". Y continuó caminando en el mismo sentido que llevaba.
Navarro era de estatura más bien baja, media un metro con sesenta y ocho, grueso de tórax, ampuloso en su andar, autoritario y terco en el mando de sus tropas, plural y permeable en la función pública. Serio y adusto de semblante, decían que "no sabía reír". Cuentan que una vez, en La Estancia El Suncho de Aconquija, domando un potro cerril, al bajarse del animal tenía en la mano derecha un remiendo de su pantalón que se había arrancado a sí mismo en la bellaqueada, sin darse cuenta. Quedando con el pedazo de trapo en la mano lo vieron esbozar una mueca que parecía una sonrisa.
Era un gran aficionado a las riñas de gallo. Solía salir de su casa caminando por el centro de la Ciudad de Catamarca con los gallos bajo el brazo, rumbo al reñidero.
En el fragor de la Batalla del Manantial la banda de música que creó ejecutó la Marcha General Navarro según era tradición. La banda acompañó, por disposición de Navarro, el accionar de las tropas. Refulgían los valiosos instrumentos musicales ante la desazón de los jefes y tropas tucumanos. Con esta pompa y grandeza -casi única en su tiempo- terminó la refriega.
La misma banda solía dar todas las tardes una vuelta a la plaza central de Catamarca y, antes de la retreta, ejecutaba los sones de la marcha frente a la casa del General Navarro cuando este se encontraba en su domicilio. En una oportunidad venía la banda tocando la marcha desde la Alameda, hoy Paseo General Navarro, hacia la plaza 25 de mayo. Al llegar y frente a la misma casona del General acalló sus sones y los músicos, en marcial formación, guardaron en sus fundas los instrumentos. Ante esta actitud sale a los balcones de la casa la Señora del General, Doña Waldina Cano de Navarro, y pregunta al jefe de la banda, capitán Indalecio Rivas el por qué de esta actitud, a lo que el capitán responde que se adeudaba a los músicos seis meses de sueldo. Al enterarse Doña Waldina Cano Augier de la irregular situación ordena a un criado: "Francisco, anda y trae la chupa (bolsa de cuero para guardar dinero) del general". Regresando el criado con el encargo, la Señora repartió la paga a los músicos y la banda volvió a tocar.